# Manchester terrier
Pour les articles homonymes, voir Manchester (homonymie).
Le Manchester terrier est une race de chiens originaire de Manchester en Angleterre. Développée au cours du XIXe siècle pour les concours de chiens ratiers très à la mode à Manchester, le Manchester terrier est à présent une race considérée comme rare, même au Royaume-Uni.
Le Manchester terrier est chien de terrier de taille moyenne, d'aspect compact, élégant et robuste. La tête est longue et étroite, avec un museau s'effilant vers la pointe. Les oreilles sont en forme de V et retombent au-dessus des yeux. La robe est noire et feu.
La race est à l'origine utilisée comme ratier. C'est à présent un chien de compagnie, adapté à la vie en appartement, au tempérament vif et alerte.

## Historique

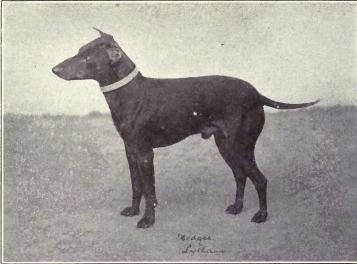
Sujet photographié vers 1915.

Le Manchester terrier est probablement issu du old black and tan terrier, un ratier très connu au Nord de l'Angleterre au XIXe siècle et du whippet. Les concours de chiens ratiers sont à la mode au milieu du XIXe siècle et notamment à Manchester, où ils ont lieu toutes les semaines. La popularité de cette activité conduit à la création du Manchester terrier.
À l'époque, les oreilles des chiens sont coupées : lorsque le prince de Galles interdit cette pratique par décret en 1898, les effectifs de la race déclinèrent drastiquement. Aux États-Unis, l'otectomie est toujours traditionnellement pratiquée.
Avec 14 inscriptions au livre des origines français (LOF) en 2012, la race est très peu connue en France. Au Royaume-Uni, avec entre 107 et 198 inscriptions sur les registres du Kennel Club anglais chaque année, la race est considérée comme une race autochtone vulnérable (Vulnerable native breed). Aux États-Unis en 2013, le Manchester terrier est la 120e race la plus populaire sur 127, selon l'American Kennel Club.

## Standard

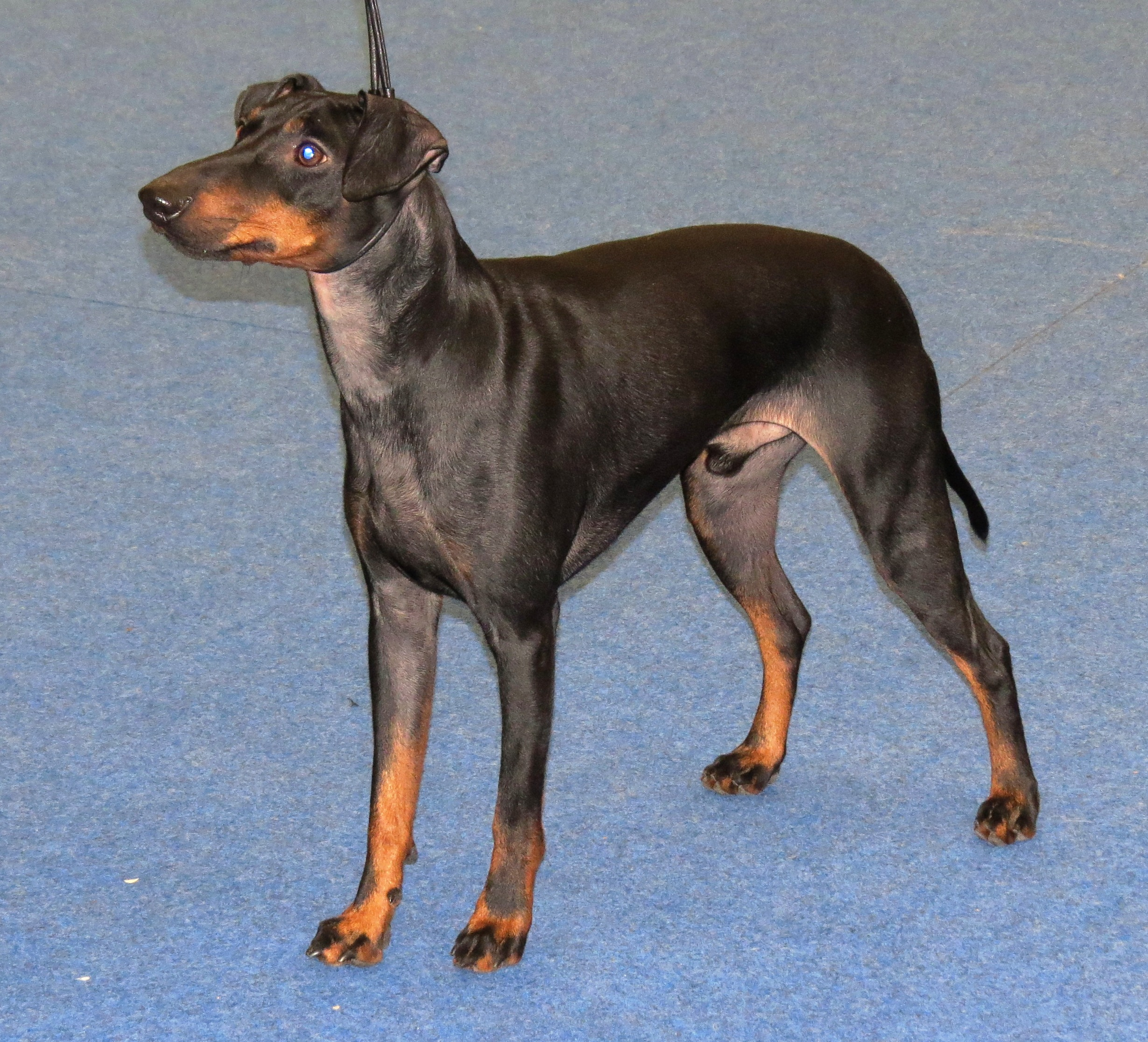
Un Manchester terrier à l'exposition canine d'Helsinki.

Le Manchester terrier est un chien de terrier de taille moyenne, d'aspect compact, élégant et robuste. Le corps est court, avec une poitrine bien cintrée. La queue courte est épaisse à la naissance et s’effile en pointe. Les allures sont dégagées, droites et équilibrées.
Le crâne est long, plat et étroit, de forme cunéiforme. Le museau s’amenuise vers l’extrémité, la truffe est noire de jais. Les yeux plutôt petits sont en forme d'amande et de couleur foncée. Les petites oreilles, en forme de V, sont portées au-dessus de la ligne supérieure de la tête et retombant au-dessus des yeux.
Le poil est serré, lisse, court et luisant. La robe est noire et feu. Les marques feu tendent vers l'acajou intense et sont clairement démarquées du noir de jais. Sur la tête, les marques feu se répartissent sur le museau et en petite tache sur les joues et au-dessus des yeux. Sur la mâchoire inférieure et la gorge, les marques feu forment un V nettement dessiné. À partir du carpe vers le bas, les membres antérieurs sont feu sauf sur les doigts, dits « crayonnés de noir » et d'une marque noire, dite « marque du pouce » au-dessus du pied. La face interne des membres postérieurs est feu. Une légère marque feu est présente de chaque côté du poitrail.

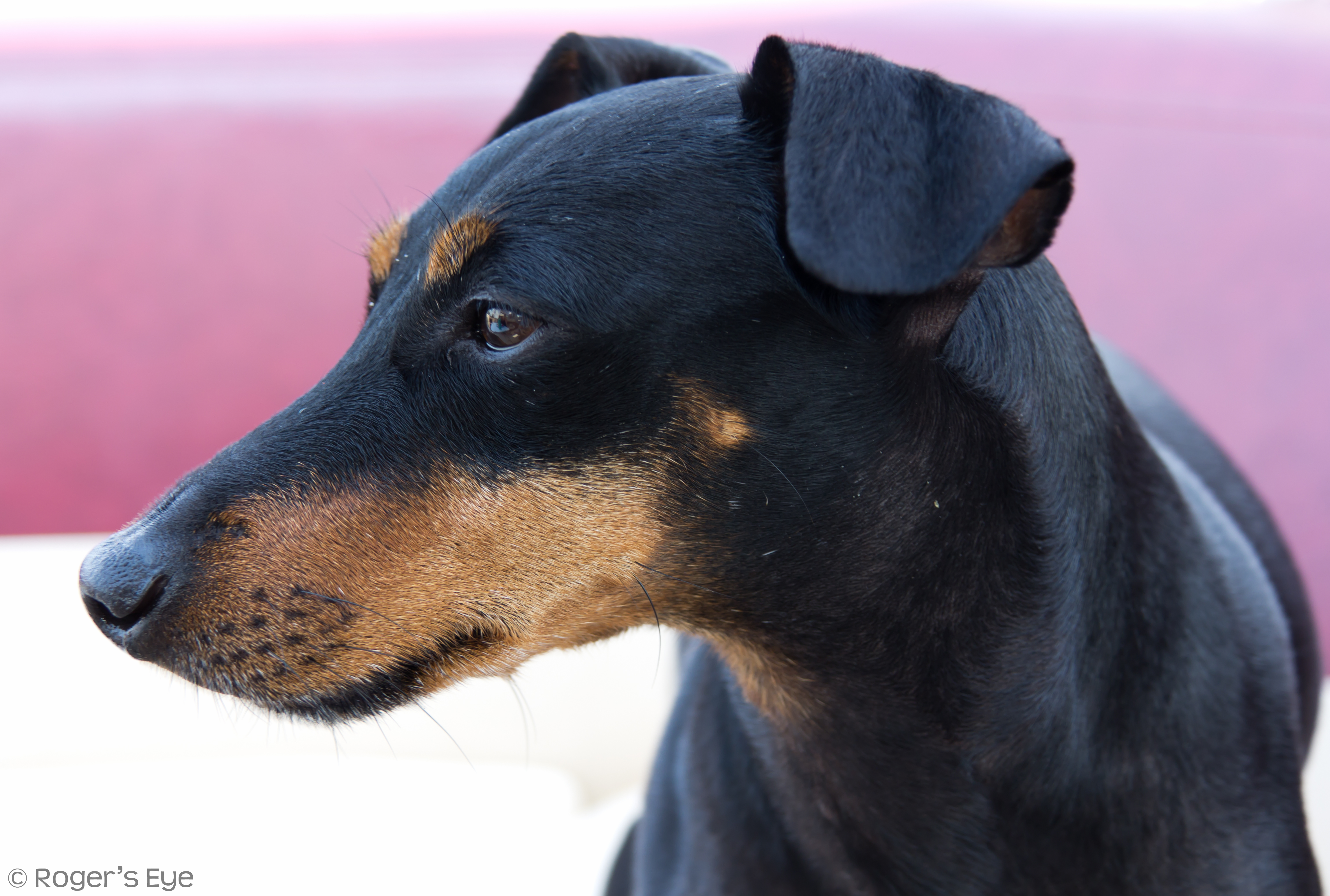
Portrait d'un Manchester terrier.
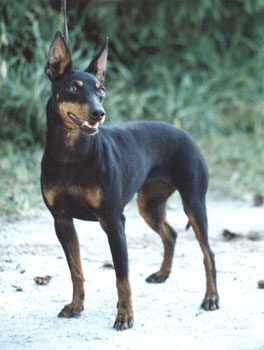
En Amérique, les oreilles sont traditionnellement coupées.

## Caractère

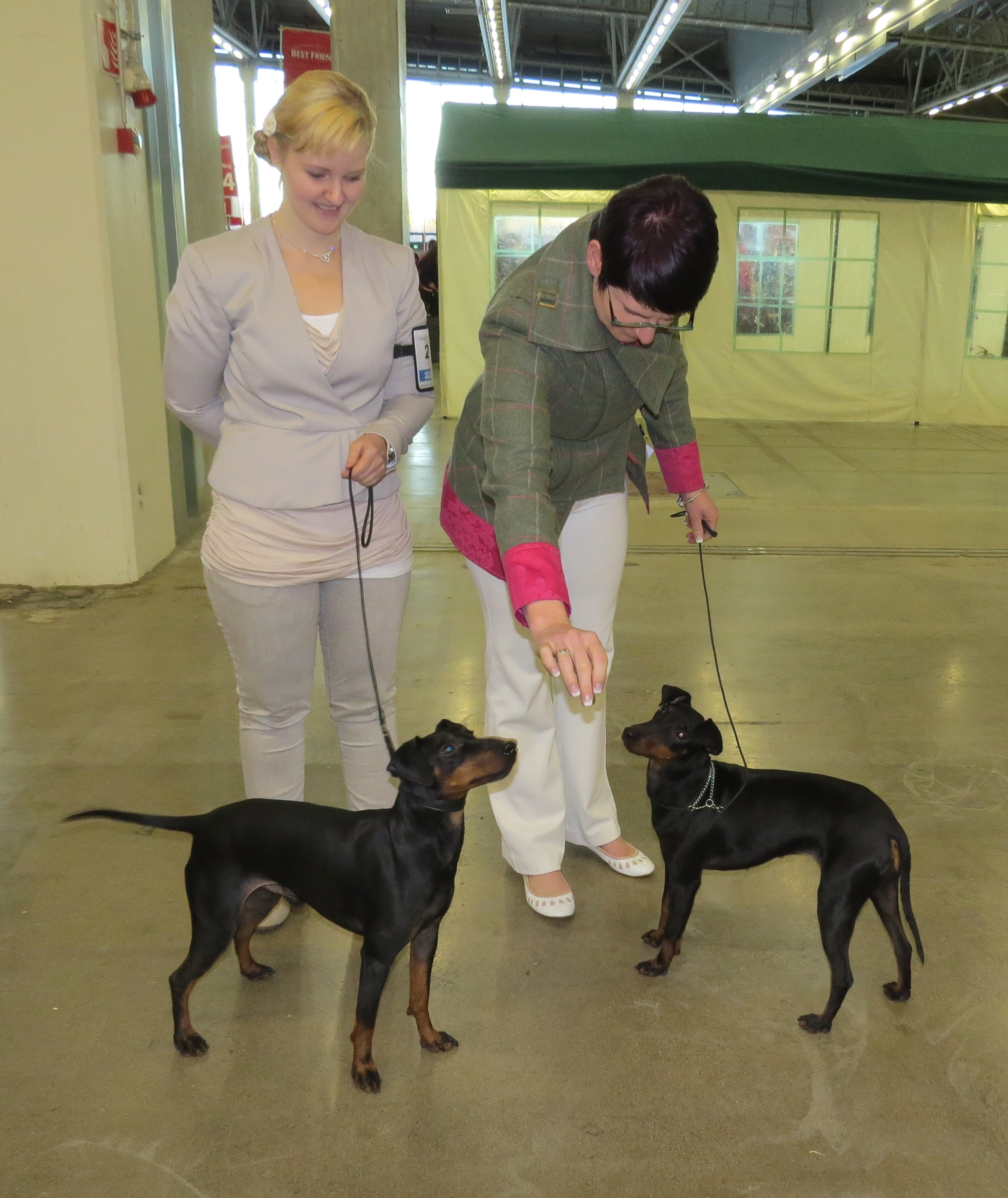
Le Manchester terrier est un chien de compagnie éveillé et gai.

Le caractère de la race est décrit dans le standard de la Fédération cynologique internationale comme éveillé, gai et fidèle. Le Manchester terrier est un chien encore doté d'un fort instinct de chasse, qui poursuivra tous les petits animaux en extérieur.

## Utilité
Le Manchester terrier est à l'origine un ratier. Il est à présent uniquement un chien de compagnie. Il est décrit comme propre, d'entretien facile et supportant très bien la vie en appartement.

## Santé
Le Manchester Terrier peut vivre jusqu'à plus de 12 ans. Le club français d'élevage de la race recommande de vérifier les reproducteurs pour les maladies héréditaires suivantes, qui peuvent affecter la race : la maladie de Willebrand de type I, la luxation de la rotule et la dysplasie de la hanche.